# Avenue de la Reine
L'avenue de la Reine (en néerlandais : Koninginnelaan) est une avenue bruxelloise située sur la commune de Schaerbeek et de Bruxelles-ville qui va de la place Liedts au parvis Notre-Dame (église Notre-Dame de Laeken) en passant entre autres par la rue d'Aerschot, la rue du Progrès, le square Jules de Trooz, la rue Marie-Christine et la rue Stéphanie.
Cette avenue fait référence à la première reine des Belges, Louise-Marie d'Orléans, née à Palerme le 3 avril 1812 et décédée à Ostende le 11 octobre 1850.

## Adresses notables
à Schaerbeek :

- no 141 : Platane commun répertorié comme arbre remarquable et classé en date du 3 septembre 2009

à Bruxelles-ville :

- no 325 : une des peintures murales du Parcours BD de Bruxelles, Martine